# Superior Donuts
Superior Donuts est une série télévisée américaine en 34 épisodes de 22 minutes créée par Bob Daily et Garrett Donovan, et diffusée entre le 2 février 2017 et le 14 mai 2018 sur le réseau CBS et la deuxième saison sur le réseau Global au Canada. Elle est basée sur la pièce de théâtre éponyme de Tracy Letts.
Cette série est inédite dans tous les pays francophones.

## Synopsis
L'action se déroule à Chicago et tourne autour du propriétaire d'un magasin de donuts, Arthur Przybyszewski, et son nouvel employé, Franco Wicks, ainsi que des différents clients de la boutique. Alors que l'échoppe rencontre des difficultés financières, Franco fait une proposition d'amélioration et de modernisation de la boutique à Arthur.

## Distribution

### Acteurs principaux
- Judd Hirsch : Arthur Przybyszewski
- Jermaine Fowler (en) : Franco Wicks
- Katey Sagal : Randy DeLuca
- David Koechner : Carl « Tush » Tushinski
- Maz Jobrani : Fawz Hamadani Farooq Al-Shahrani
- Rell Battle : Sweatpants
- Diane Guerrero : Sofia (saison 2)
- Anna Baryshnikov (en) : Maya (saison 1)
- Darien Sills-Evans (en) : James Jordan (saison 1)

## Production

### Développement
Le 22 janvier 2016, CBS commande un épisode pilote basé sur la pièce de théâtre éponyme de Tracy Letts. N'ayant pas été satisfait par le pilote, le réseau CBS décide d'en re-développer un, le 25 mai 2016, avec quelques ajustements au niveau de la distribution, pour un éventuel lancement à la mi-saison lors de la saison 2016 / 2017, en cas de commande.
Le 21 septembre 2016, le réseau CBS annonce officiellement après le visionnage du pilote, la commande du projet de série sous son titre actuel avec une commande initiale de treize épisodes, pour une diffusion lors du premier semestre 2017.
Le 15 décembre 2016, le réseau CBS annonce le lancement de la série au jeudi 2 février 2017, diffusée spécialement à la suite de The Big Bang Theory, avant une diffusion régulière dès le lundi 6 février 2017.
Le 23 mars 2017, la série est renouvelée pour une deuxième saison.
Le 27 novembre 2017, la série obtient huit épisodes supplémentaires à la seconde saison portant le nombre au total de 21.
Le 12 mai 2018, la série est annulée.

### Casting
Le 9 février 2016, Jermaine Fowler (en) rejoint la série dans le rôle de Franco. Il est rejoint le 11 février 2016, Maz Jobrani rejoint la distribution sous les traits de Maz (devenu Fawn). En mars, Brian d'Arcy James a initialement décroché le rôle d'Arthur, et des rôles ont été offerts à David Koechner (Tush), Megyn Price (Randy) et Sarah Stiles (en) (Dana).
Le 23 juin 2016, Rell Battle qui était crédité comme invité dans le premier pilote est promu au sein de la distribution régulière.
Le 26 juillet 2016, est annoncé que Judd Hirsch rejoint la série dans le rôle d'Arthur. Il est suivi le 29 juillet 2016, Darien Sills-Evans (en) obtient le rôle de James, et Anna Baryshnikov celui de Maya.
Le 6 septembre 2016, Katey Sagal rejoint la distribution principale dans le rôle de Randy.
Le 24 août 2017, Diane Guerrero décroche un rôle principal pour la deuxième saison, alors qu'Anna Baryshnikov et Darien Sills-Evans ne reviendront pas.

## Épisodes

### Première saison (2017)
1. Pilot
2. What's the Big Idea?
3. Crime Time
4. Trust Me
5. Takin’ It to the Streets
6. Arthur's Day Off
7. The Amazing Racists
8. Man Without a Health Plan
9. Get It, Arthur
10. Painted Love
11. Wage Against the Machine
12. Art for Art's Sake
13. Secrets and Spies

### Deuxième saison (2017-2018)
Cette saison de 21 épisodes a été diffusée du 30 octobre 2017 au 14 mai 2018.
1. What the Truck?
2. Is There a Problem, Officer?
3. Brotégé
4. Thanks for Nothing
5. Flour Power
6. Error of Admission
7. Homeless for the Holidays
8. Electile Dysfunction
9. Sofia's Choice
10. Labor Pains
11. Grades of Wrath
12. Always Bet on Black
13. Father, Son and Holy Goats
14. High Class Problems
15. The Chicago Way
16. Friends Without Benefits
17. Balls and Streaks
18. Pedal to the Meddle
19. The ICEMen Cometh
20. Broken Art
21. Donut Day Afternoon